# Oderzo
Oderzo (Opitergium en latín) es una ciudad italiana de la provincia de Treviso, región de Véneto. Tiene una población de 20.000 habitantes y se divide en seis fracciones: Camino, Fratta, Piavon, Rustignè, Faè y Colfrancui.

## Historia
Su historia se remonta al siglo I a. C., más adelante pasaría pacíficamente a formar parte de la República Romana. Su máximo esplendor sería en el siglo I. El esplendor decayó notablemente tras la caída de Roma, pasando a ser dominada por diversos pueblos bárbaros hasta que en 1380 pasó a formar parte de la República de Venecia. Permanecería en dicha república hasta la llegada de las tropas napoleónicas en 1797. Se convierte en una ciudad del imperio de Austria y finalmente italiana en 1866 tras la Unificación del país.
Durante la Segunda Guerra Mundial, a partir de 1943, Oderzo fue escenario de luchas entre fascistas y partisanos. En los años sesenta la ciudad vivió un boom económico que trajo una oleada de inmigrantes. La economía sigue manteniéndose a buen nivel.

## Política
Con la vuelta a la democracia en 1945 tras el fin de la dictadura de Benito Mussolini, se celebraron elecciones municipales en toda Italia. Hasta 1993, Oderzo estuvo gobernada por la Democracia Cristiana. Sin embargo, con la crisis política de 1993, que acabó con los partidos políticos tradicionales por corrupción, accedió al poder la Liga Norte.

## Evolución demográfica
| Gráfica de evolución demográfica de Oderzo entre 1832 y 2006          |
|                                                                       |
| Fuente: ISTAT y archivos públicos; elaboración del gráfico: Wikipedia |

- Datos: Q48087
- Multimedia: Oderzo / Q48087

1. ↑  Worldpostalcodes.org, código postal n.º 31046.
2. ↑  «Codici Catastali». Comuni-italiani.it (en italiano). Consultado el 29 de abril de 2017.